# Pruzjanski Rajon
Pruzjanski Rajon (vitryska: Пружанскі Раён, ryska: Пружанский район) är ett distrikt i Belarus.   Det ligger i voblasten Brests voblast, i den västra delen av landet, 240 km sydväst om huvudstaden Minsk.